# Xanthorhoe ignobilis
Xanthorhoe ignobilis är en fjärilsart som beskrevs av Butler 1881. Xanthorhoe ignobilis ingår i släktet Xanthorhoe och familjen mätare. Inga underarter finns listade i Catalogue of Life.